# Bistum Prizren-Pristina
Das Bistum Prizren-Pristina (lateinisch Dioecesis Prisrianensis-Pristinensis) ist der Verwaltungs- und Jurisdiktionsbezirk der katholischen Kirche im Kosovo. Die direkt dem Heiligen Stuhl unterstellte Diözese umfasst eine Fläche von 11.800 Quadratkilometern und ist in vier Dekanate gegliedert.

## Geschichte

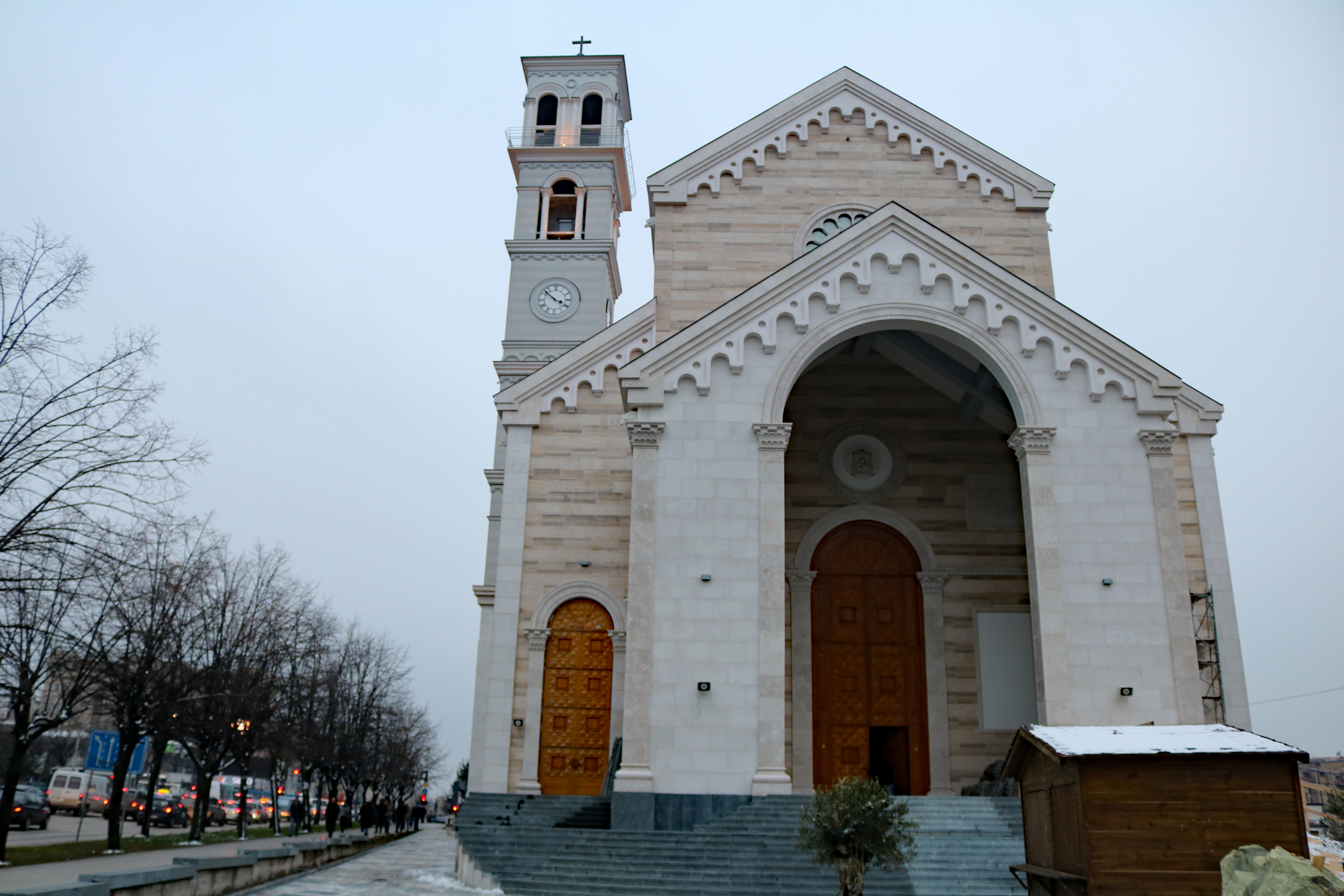
Mutter-Teresa-Kathedrale in Pristina 2017

Bereits im 10. Jahrhundert gab es eine Diözese Prizren (lateinisch: Dioecesis Prisrianensis), auf die sich die lokale Kirche auch aktiv beruft. Sie wurde am 2. Oktober 1969 durch das Bistum Skopje-Prizren ersetzt. Das heutige Bistum wurde am 24. Mai 2000 durch die Teilung des Bistums Skopje-Prizren als  Apostolische Administratur Prizren errichtet. Am 5. September 2018 erhob Papst Franziskus die Administratur in den Rang eines Bistums und ernannte den bisherigen Administrator Dodë Gjergji zum ersten Diözesanbischof.
Der jeweilige Administrator bzw. Bischof von Prizren-Pristina ist seit deren Gründung 2004 Mitglied der Internationalen Bischofskonferenz der Heiligen Kyrill und Method, in der auch die katholischen Bischöfe Serbiens, Nordmazedoniens und Montenegros vertreten sind. Aufgrund der gemeinsamen liturgischen Sprache bestehen auch Verbindungen zur katholischen Kirche in Albanien; insbesondere Kandidaten der Ordensausbildung verbringen häufig Abschnitte im Nachbarland.

## Ordinarien

### Administratoren
- Mark Sopi (2000–2006)
- Dodë Gjergji (2006–2018)

### Bischof
- Dodë Gjergji (seit 2018)